# Telefonkiosk i Den Gamle By
Telefonkiosk i Den Gamle By er en telefonkiosk, som siden januar 1973 har stået i Den Gamle By i Århus.
Telefonkiosken er tegnet af Thorkel Møller og åbnede den 26. maj 1900 på Skt. Clemens Torv i Aarhus.
Senere stod den på hjørnet af Tordenskjoldsgade og Peder Skrams Gade i bydelen Trøjborg, inden den i januar 1973 blev flyttet til Den Gamle By, hvor den i dag (stand: 2022) er del af 1927-kvarteret.